# 1582
| [ Edytuj tabelę ]              | |
| Król Polski                    | - 1575 Anna Jagiellonka 1587 - 1575 Stefan Batory 1586 |
| Współksiążęta Andory           | - 1580 Hug Ambrós de Montcada 1586 - 1572 Henryk IV Burbon 1610                                                                                               |
| Król Anglii                    | - 1558 Elżbieta I 1603 |
| Elektor Brandenburgii          | - 1571 Jan Jerzy 1598 |
| Książę Bawarii                 | - 1579 Wilhelm V 1597 |
| Sułtan Brunei                  | - 1575 Saiful Rijal 1600 |
| Cesarz Chin                    | - 1572 Wanli 1620 |
| Król Czech                     | - 1576 Rudolf II Habsburg 1611 |
| Król Danii                     | - 1559 Fryderyk II 1588 |
| Dalajlama                      | - 1543 Sonam Gjaco 1588 |
| Cesarz Etiopii                 | - 1563 Sertse Dyngyl 1597 |
| Król Francji                   | - 1574 Henryk Walezy 1589 |
| Król Hiszpanii                 | - 1556 Filip II 1598 |
| Landgraf Hesji-Kassel          | - 1567 Wilhelm IV Mądry 1592 |
| Stadhouder Holandii            | - 1574 Wilhelm Orański 1584 |
| Szach Iranu                    | - 1577 Mohammad Chodabande 1587 |
| Państwo Wielkich Mogołów       | - 1556 Akbar 1605 |
| Cesarz Japonii                 | - 1557 Ōgimachi 1586 |
| Kalif                          | - 1574 Murad III 1595 |
| Patriarcha Konstantynopola     | - 1580 Jeremiasz II Tranos 1584 |
| Władca Korei                   | - 1567 Sŏnjo 1608 |
| Książę Kurlandii i Semigalii   | - 1561 Gotthard Kettler 1587 |
| Sułtan Maroka                  | - 1578 Ahmad al-Mansur 1603 |
| Senior Monako                  | - 1581 Karol II 1589 |
| Król Nawarry                   | - 1572 Henryk III 1610 |
| Król Norwegii                  | - 1559 Fryderyk II 1588 |
| Sułtan Omanu                   | - 1560 Abd Allah ibn Muhammad 1624 |
| Elektor Palatynatu             | - 1576 Ludwik VI 1583 |
| Papież                         | - 1572 Grzegorz XIII 1585 |
| Książę Parmy i Piacenzy        | - 1556 Oktawiusz Farnese 1586 |
| Król Portugalii                | - 1581 Filip I 1598 |
| Książę w Prusach               | - 1568 Albrecht Fryderyk 1618 - 1578 Jerzy Fryderyk (regent) 1603                                                                                             |
| Car Rosji                      | - 1547 Iwan IV Groźny 1584 |
| Cesarz Rzymski (niemiecki)     | - 1576 Rudolf II Habsburg 1612 |
| Kapitanowie Regenci San Marino | - 1581 Giuliano Corbelli Gio. Paolo Belluzzi 1582 - 1582 Ippolito Gombertini Pier Marino Cionini 1582 - 1582 Gio. Antonio Leonardelli Francesco Giannini 1583 |
| Elektor Saksonii               | - 1553 August Wettyn 1586 |
| Król Szkocji                   | - 1567 Jakub VI 1625 |
| Król Szwecji                   | - 1569 Jan III Waza 1592 |
| Król Tajlandii                 | - 1569 Maha Thammaracha Thirat 1590 |
| Sułtan Turków                  | - 1574 Murad III 1595 |
| Doża Wenecji                   | - 1578 Nicolò da Ponte 1585 |
| Król Węgier                    | - 1576 Rudolf II 1608 |

Rok 1582 / MDLXXXII
stulecia: XV wiek ~
XVI wiek ~
XVII wiek

lata: 1572 «
1577 «
1578 «
1579 «
1580 «
1581 «
1582
» 1583
» 1584
» 1585
» 1586
» 1587
» 1592

## Wydarzenia w Polsce
- 11 stycznia – założono seminarium duchowne w Wilnie, w 1945 przeniesione do Białegostoku.
- 15 stycznia – rozejm w Jamie Zapolskim między Stefanem Batorym a Iwanem Groźnym na 10 lat. Iwan IV Groźny musiał oddać Polsce Inflanty.
- 6 lutego – zakończenie oblężenia Pskowa, które doprowadziło do rozejmu w Jamie Zapolskim.
- 16 kwietnia – pożar strawił doszczętnie zabudowę Głogówka.
- 4 października-25 listopada – w Warszawie obradował sejm zwyczajny[1].
- 4 października – czwartek, ostatni dzień obowiązywania w Rzeczypospolitej kalendarza juliańskiego. Następny dzień, piątek, zgodnie z rachubą gregoriańską nosił datę 15 października.
- 4 grudnia – w zdobytych Inflantach erygowane zostało biskupstwo wendeńskie.

## Wydarzenia na świecie
- 24 lutego – papież Grzegorz XIII wydał bullę Inter gravissimas wprowadzającą kalendarz gregoriański.
- 16 kwietnia – Hiszpanie założyli miasto Salta w Argentynie.
- 21 czerwca – w japońskim Kioto miał miejsce incydent w świątyni Honnō-ji. Nobunaga Oda dokonał seppuku.
- 4 października – ostatni dzień obowiązywania we Francji, Włoszech i Hiszpanii kalendarza juliańskiego, wprowadzono tam kalendarz gregoriański.
- od 5 października do 14 października – te dni nie istniały w 1582 roku (po reformie kalendarza wprowadzającej kalendarz gregoriański bezpośrednio po czwartku 4 października 1582 nastąpił piątek 15 października 1582).
- 15 października – pierwszy dzień obowiązywania kalendarza gregoriańskiego.
- 23 października – kozacki oddział pod dowództwem Jermaka Timofiejewicza, wysłany przez Iwana Groźnego za Ural, pokonał w bitwie na Przylądku Czuwaskim siły Chanatu Syberyjskiego – co otwarło Carstwu Moskiewskiemu drogę do podboju Syberii.
- 27 listopada – William Shakespeare ożenił się z Anne Hathaway.
- 28 listopada – wpłacono kaucję w wysokości 40 funtów, mającą zagwarantować małżeństwo Williama Szekspira z ciężarną Anną Hathaway.

- W roku tym, w związku z wprowadzeniem kalendarza gregoriańskiego, usunięto 10 dni (5 – 14 X) tak, że po czwartku 4 października nastąpił od razu piątek 15 października.
- Dom Antonio przy pomocy floty francuskich hugenotów próbował zająć Wyspy Azorskie. Akcja ta nie powiodła się jednak na skutek przeciwdziałania silnej floty hiszpańskiej.

## Urodzili się
- 11 stycznia – Mikołaj Henel, śląski regionalista, syndyk, biograf, kronikarz i historyk (zm. 1656)
- 26 stycznia – Giovanni Lanfranco, włoski malarz i rysownik okresu baroku (zm. 1647)
- 28 stycznia – John Barclay, szkocki poeta i satyryk (zm. 1621)
- 30 stycznia – Jerzy II darłowsko-bukowski, od 1606 książę na Darłowie (zm. 1617)
- 28 lutego – Godfrey Goodman, anglikański biskup Gloucester z ramienia Kościoła Anglii (zm. 1656)
- 1 maja – Marco da Gagliano, włoski kompozytor, kapelmistrz dworu Medicich (zm. 1643)
- 5 maja – Jan Fryderyk, książę Wirtembergii (zm. 1628)
- 25 sierpnia – Bartolomeo Manfredi, włoski malarz okresu baroku, uczeń Caravaggia (zm. 1622)
- 26 sierpnia – Humilis z Bisignano, włoski franciszkanin, święty katolicki (zm. 1637)
- 2 października – August Wittelsbach (Pfalz-Sulzbach), hrabia palatyn i książę Palatynatu-Sulzbach (zm. 1632)
- 17 października – Johann Gerhard, niemiecki teolog luterański (zm. 1637)
- 19 października – Dymitr Iwanowicz (1582-1591), syn cara Rosji Iwana IV Groźnego (zm. 1591)

- 21 października - Johannes Fleischer (młodszy), niemiecki lekarz i botanik urodzony we Wrocławiu, pierwszy nie-Anglik w angielskiej kolonii w Wirginii (zm. 1608)
- 22 października – Francesco Piccolomini, włoski jezuita, 8. Przełożony Generalny Towarzystwa Jezusowego (zm. 1651)

- data dzienna nieznana:
  - Gregorio Allegri, włoski kompozytor i śpiewak (zm. 1652)
  - John Bainbridge, angielski astronom (zm. 1643)
  - Caspar de Crayer, flamandzki malarz i rysownik (zm. 1669)
  - Adam Draski, teolog, pedagog, bibliofil, prof. i dziekan wydziału teologicznego UJ (zm. 1648)
  - Jacob van Hulsdonck, flamandzki malarz martwych natur (zm. 1647)
  - Konstanty Korniakt z Białobok, polski szlachcic, pochodzący z rodu greckich kupców z Krety (zm. 1624)
  - Jakub Kyusei Gorōbyōe Tomonaga, japoński dominikanin, męczennik, święty katolicki (zm. 1633)
  - Stefan Pongracz, duchowny katolicki, jezuita, męczennik, święty (zm. 1619)
  - David Teniers I (starszy), flamandzki malarz (zm. 1649)
  - Jakub Zadzik, biskup krakowski, kanclerz wielki koronny (zm. 1642)

## Zmarli
- 6 lutego – Bonifacy z Raguzy, dalmacki biskup, Kustosz Ziemi Świętej (ur. 1504)
- 14 marca – Elżbieta Heska, księżniczka Heska, żona elektora Palatynatu Ludwika VI (ur. 1539)
- 2 kwietnia – Jan Paine, angielski duchowny katolicki, męczennik, święty katolicki (ur. 1532)
- 3 kwietnia – Katsuyori Takeda (jap. 武田勝頼), japoński samuraj żyjący w okresie Sengoku (ur. 1546)
- 30 maja – Łukasz Kirby, duchowny katolicki, męczennik, święty katolicki (ur. 1549)
- 21 czerwca – Nobunaga Oda (jap. 織田信長), daimyō, japoński przywódca (ur. 1534)
- 27 lipca – Filippo di Piero Strozzi, włoski kondotier (ur. 1541)
- 16 sierpnia – Pietro Perna, włoski protestant, drukarz w Bazylei (ur. 1522)
- 28 września – Jan Sas (rum. Iancu Sasul), hospodar Mołdawii w latach 1579–1582 z rodu Muszatowiczów (ur. ?)
- 4 października – Teresa z Ávili, hiszpańska karmelitanka, Doktor Kościoła, święta, zmarła w ostatni dzień obowiązywania kalendarza juliańskiego (ur. 1515)
- 8 listopada – Stanisław Broniowski, trzeci syn Marcina, burgrabiego krakowskiego (ur. 1507)
- 21 listopada – Diego Feliks Habsburg, trzeci syn Filipa II, króla Hiszpanii i Anny Habsburg (ur. 1575)
- 15 grudnia – Giorgio Ghisi, włoski rysownik (ur. 1512–1520)
- grudzień – Elżbieta Ostrogska, córka księcia Ilii (Eliasza) Ostrogskiego i Beaty Kościeleckiej (ur. 1539)

- data dzienna nieznana: 
  - Urszula Kochanowska, córka Jana Kochanowskiego (zm. 1579 lub 1582; ur. 1575 lub 1576)
  - Mikołaj Kochanowski, poeta, tłumacz, podstarości radomski (ur. ok. 1533)
  - Hieronim Sieniawski, polski szlachcic, starosta halicki i kołomyjski (ur. ok. 1516)
  - Wu Cheng’en (chiń. upr. 吳承恩), chiński powieściopisarz i poeta z czasów dynastii Ming (ur. ok. 1500)